# Zambra (Cascina)
Zambra è una località del comune italiano di Cascina, nella provincia di Pisa, in Toscana.

## Geografia fisica
Zambra è situata nella piana dell'Arno e si sviluppa a nord della strada statale 67 Tosco-Romagnola tra Pisa e Cascina, nel punto in cui il fiume forma un'ansa a gomito. La località si trova inglobata nel tessuto della vasta area urbana di Pisa, seppure in posizione leggermente decentrata lungo la riva sinistra dell'Arno, e confina senza soluzione di continuità con le frazioni di San Lorenzo alle Corti, Laiano e Casciavola. Inoltre, la presenza di un ponte permette di raggiungere la località di Caprona che si sviluppa sulla sponda opposta del fiume.
La località dista meno di 7 km dal capoluogo comunale e circa 12 km da Pisa.

## Storia
Zambra porta il nome di un torrente che scende da Calci e che ha modificato il suo corso per i numerosi interventi di ingegneria idraulica della piana dell'Arno. La località, sin dal XII secolo, era suddivisa in due borghi, Zambra e Zambretta, ognuno dei quali dotato di chiesa parrocchiale. Nel 1560 una piena dell'Arno inondò l'abitato di Zambretta, distruggendo la chiesa di Santa Maria, che venne poi ricostruita. Da sempre vivace nelle attività fluviali, data la sua posizione, la località acquisì importanza quando tra il 1837 e il 1841 venne costruito il Ponte Nuovo di Bocca di Zambra, che permetteva l'attraversamento dell'Arno e facili collegamenti tra Vicopisano e Cascina.
La località contava 619 abitanti nel 1833.

## Monumenti e luoghi d'interesse

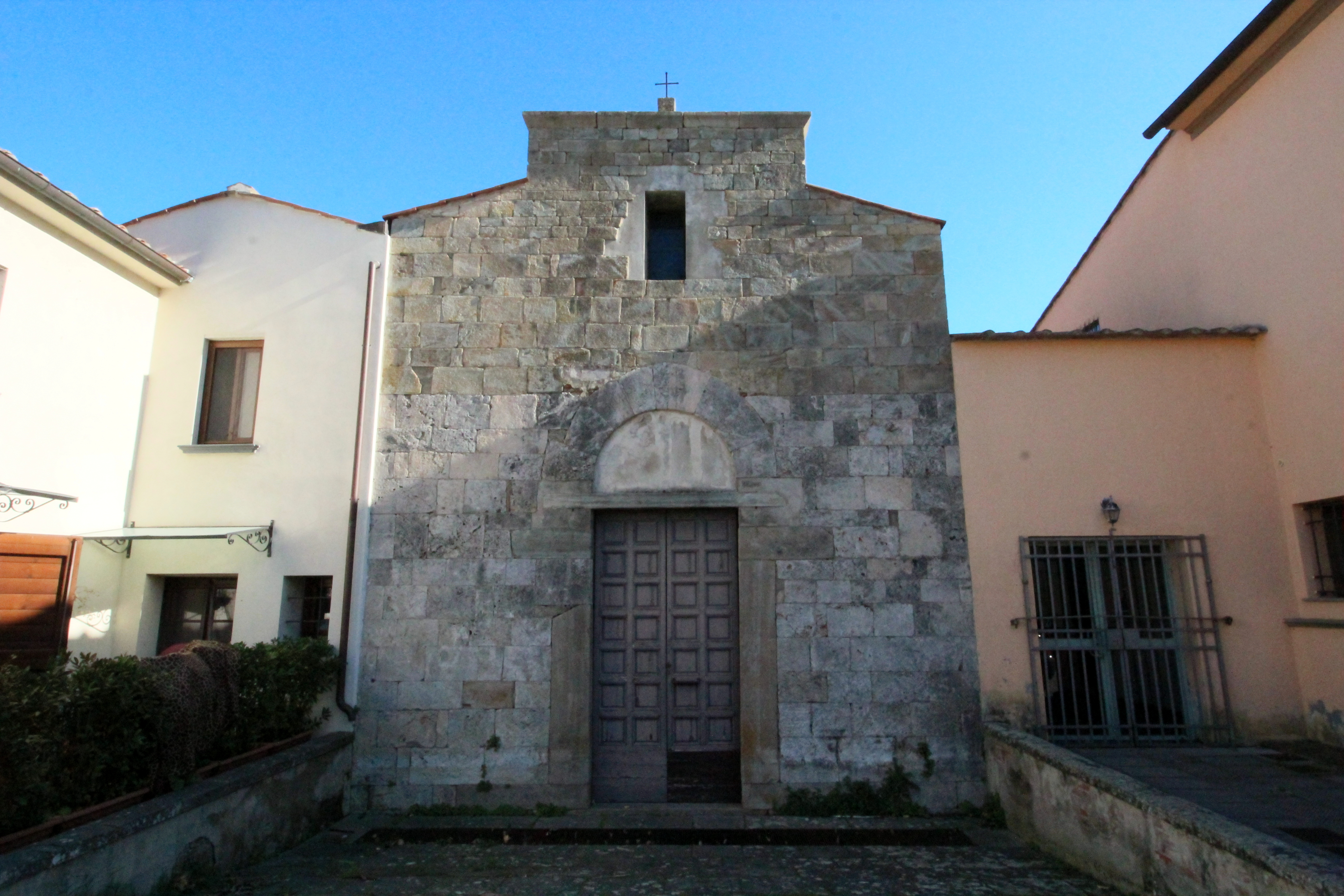
La chiesa di San Jacopo (San Torpè)

- Chiesa di Santa Maria, chiesa parrocchiale della località, è situata in via Cammeo.[4] Risalente originariamente al periodo medievale, fu ricostruita successivamente al 1560, anno in cui la chiesa venne distrutta da una piena dell'Arno.[4]
- Chiesa di San Jacopo, anche nota come San Torpè,[6] si tratta di una piccola chiesetta alto-medievale ed è uno dei maggiori esempi di primo romanico in Toscana.[4] La struttura è databile al IX secolo ed è particolarmente interessante per i suoi cicli di affreschi ed iscrizioni di epoca paleocristiana che decorano l'abside e parte della navata.[4] Il campanile risale invece al XIII secolo.[6]